# Mahalchhari
Mahalchhari es un subdistrito (upazila) del distrito (zila) de Khagrachari, de la región de Chittagong, en Bangladés, con una población censada en marzo de 2011 de 50 757 habitantes.
Se encuentra ubicado al sureste del país, cerca de la frontera con India, de los ríos Chengi, Feni y Maini, y del lago Kaptai.